# Ettinghausen

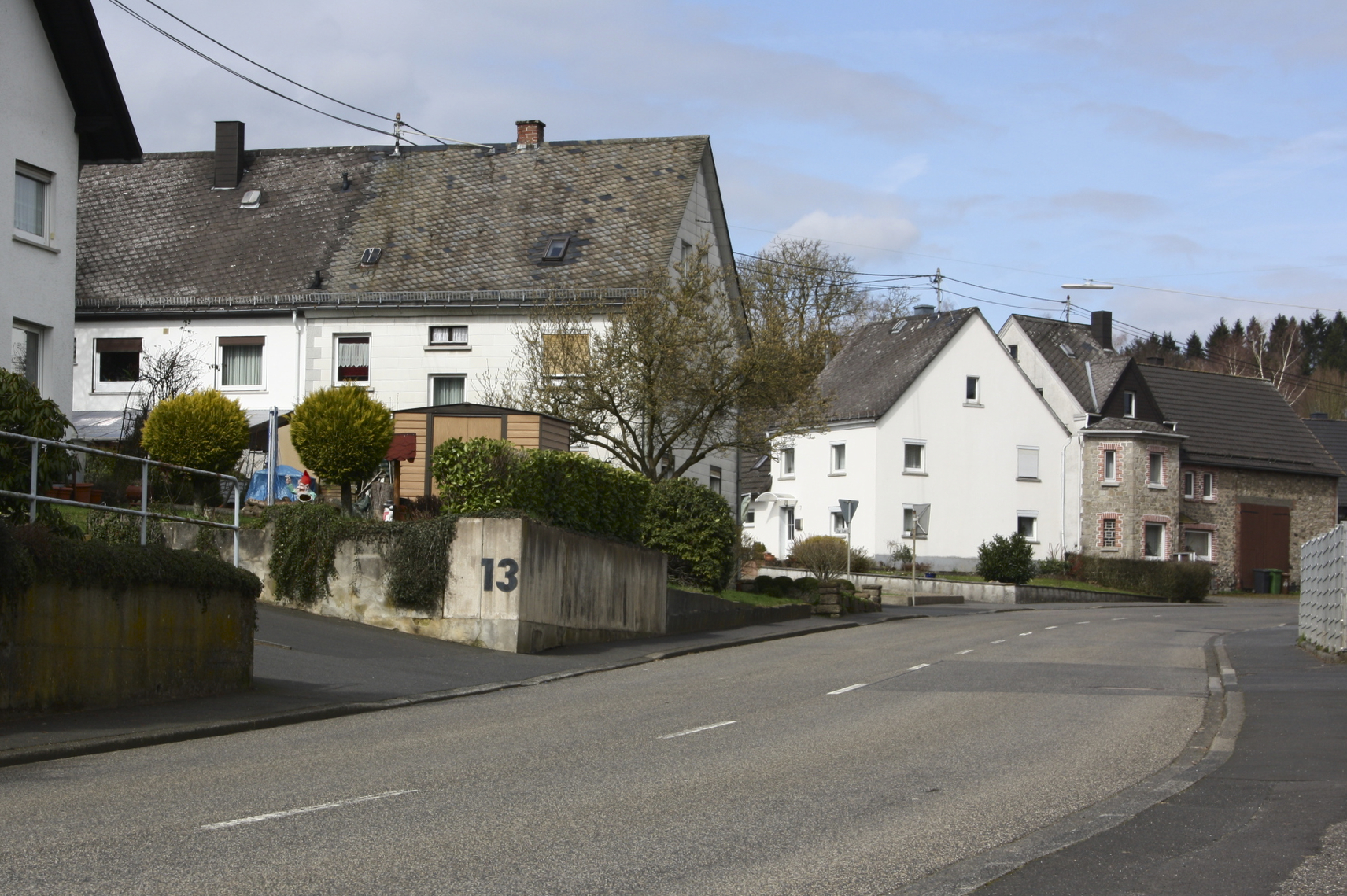
Die Hauptstraße von Ettinghausen (2020)

Ettinghausen ist eine Ortsgemeinde im Westerwaldkreis in Rheinland-Pfalz. Sie gehört der Verbandsgemeinde Wallmerod an.

## Geographie
Die Gemeinde liegt im Westerwald zwischen Montabaur und Hachenburg. Zu Ettinghausen gehört auch der Wohnplatz Auf der Heide.

## Geschichte
Ettinghausen wurde im Jahre 1367 als Ittincusen erstmals urkundlich erwähnt.
Bevölkerungsentwicklung
Die Entwicklung der Einwohnerzahl von Ettinghausen, die Werte von 1871 bis 1987 beruhen auf Volkszählungen:
| Jahr | Einwohner |
| ---- | --------- |
| 1815 | 128       |
| 1835 | 161       |
| 1871 | 196       |
| 1905 | 143       |
| 1939 | 157       |
| 1950 | 180       |
| 1961 | 181       |

| Jahr | Einwohner |
| ---- | --------- |
| 1970 | 200       |
| 1987 | 217       |
| 1997 | 287       |
| 2005 | 320       |
| 2011 | 323       |
| 2017 | 329       |
| 2023 | 325       |

## Politik

### Bürgermeister
Dennis Blaum ist seit 2024 Ortsbürgermeister von Ettinghausen.
Sein Vorgänger war Dieter Püsch seit August 2019.
Püschs Vorgänger Björn Goldhausen hatte das Amt zehn Jahre ausgeübt.

### Wappen
| Wappen von Ettinghausen | Blasonierung: „Schräglinks geteilt von Silber und Grün durch einen silbergesäumten, blauen Wellenbalken, oben eine schwarze Linde mit grünem Blattwerk, unten eine silberne Brunnenschale mit sieben blau-silbernen Fontänen.“ |
| Wappen von Ettinghausen | Wappenbegründung: Bei der Darstellung in den beiden Feldern handelt es sich um einen Lindenbaum und einen Brunnen. Der Wellenbalken steht für einen Bachlauf. In der symbolischen Bedeutung ist der Lindenbaum auf dem Wappen enthalten, da dieser mehrere hundert Jahre alt war und in Ettinghausen bekannt war. Dieser steht heute nicht mehr, ist aber noch auf dem Wappen erhalten. Bei dem Brunnen handelt es sich um die Quelle des Ahrbachs, welcher in Ettinghausen entspringt. Bei dem oben beschriebenen Wellenbalken handelt es sich um den Ahrbach, der auch durch weitere Ortschaften verläuft. |

## Wirtschaft und Infrastruktur

### Energie und Abfallentsorgung
Die Hese Biogas GmbH hat 2008 die Abfallvergärungsanlage (AVA) Ettinghausen errichtet. Die Anlage befindet sich  abseits der Wohnbebauung an der Kreisstraße 76 nahe der Bundesstraße 8. Sie gewinnt aus organischen Abfällen und Resten Biogas und wandelt dieses mittels Blockheizkraftwerken in Strom und Wärme um. Ein Fonds kaufte und betrieb die Anlage erfolglos. Die Betreibergesellschaft meldete Insolvenz an und legte die Anlage im Februar 2012 still. 2015 kaufte die Wiesbadener ABO Kraft & Wärme AG die AVA Ettinghausen, fuhr die Biogasproduktion wieder hoch und ließ die Anlage bei laufendem Betrieb vom Wiesbadener Projektierer ABO Wind grundlegend umbauen und erweitern. Seit 2017 verfügt die Anlage über eine Abfallaufbereitungsanlage. Dort werden die organischen Abfälle unter anderem ausgepackt und für mindestens eine Stunde auf 70 Grad Celsius erhitzt, um aus hygienischen Gesichtspunkten bedenkliche Bakterien zu töten. Damit kann die Anlage nun Abfälle verarbeiten, für die strengere Vorschriften gelten. Davon erwartet sich der Betreiber eine wirtschaftliche Verbesserung.

### Verkehr
- Direkt durch den Ort verläuft die B 255, die Montabaur und Herborn verbindet.
- Die nächste Autobahnanschlussstelle ist Montabaur an der A 3 Köln–Frankfurt am Main, etwa zehn Kilometer entfernt.
- Der nächstgelegene ICE-Halt ist der Bahnhof Montabaur an der Schnellfahrstrecke Köln–Rhein/Main.